# Хабибуллин, Загид Валеевич
Заги́д Вале́евич Хабибу́ллин (тат. Заһит Вәли улы Хәбибуллин) (20 сентября (3 октября) 1910 г. Орск, Оренбургская губерния — 20 ноября 1983 Казань) — татарский композитор, скрипач. Заслуженный деятель искусств Татарской АССР (1950). Народный артист Татарской АССР (1970). Заслуженный деятель искусств РСФСР (1981). Лауреат Республиканской премии имени Габдуллы Тукая (1968)

## Творческая биография
Загид Валеевич Хабибуллин — татарский композитор, скрипач — родился 20 сентября 1910 года в г. Орске Оренбургской области. Рано остался без родителей.
С 1919 года воспитывался в детском доме.
В 1927 году поступил в Казанский музыкальный техникум в класс скрипки А. А. Литвинова. После окончания музыкального техникума работал в качестве скрипача и заведующего музыкальной частью рабочего театра Казанского льнокомбината. Там и начал сочинять свои первые песни и произведения для театральных постановок.
В 1934 году поступил на 2-й курс композиторского отделения рабфака при Московской консерватории в класс профессора М. Ф. Гнесина. Через год перевёлся в музыкальное училище, после окончания которого продолжил учёбу (1936—1940) в Татарской оперной студии в классе Г. И. Литинского.
В годы учёбы в Казани и Москве З. Хабибуллин познакомился с видными деятелями культуры С. Сайдашевым, Ф. Яруллиным, М. Джалилем, Х. Такташем. Именно московский период жизни для композитора стал наиболее плодотворным. В эти годы З. Хабибуллиным были написаны разнообразные произведения: песни (более 50), пьесы для отдельных инструментов, обработки народных песен. Творчество композитора сыграло значительную роль в становлении и развитии песенного жанра в татарской музыкальной культуре.
В 1940 году З. Хабибуллин возвратился в Казань, работал в инструментальном ансамбле Татарской государственной филармонии.
В 1941 году Хабибуллин был призван в ряды Красной Армии. Находясь в армии, композитор продолжает заниматься творчеством. Из произведений военных лет выделяются песни «Джигит-партизан» на слова Н. Арсланова, «Команда вперёд» на стихи А. Кутуя, «Бойцу» на народные слова.
В 1942 году композитор был отозван из войсковой части и переведён в Казань.
В послевоенные годы З. Хабибуллин создаёт обработки народных песен и пишет оригинальные песни для Татарского ансамбля песни и танца, такие как: «Сабантуй», «Дружба», «Мои цветы», «Свадьба».
Композитором было написано два балета. В 1950 г. совместно с композитором Н. И. Пейко он завершает балет «Весенние ветры» по одноимённому роману К. Наджми. В 1960 году завершает свой второй балет «Раушан», основанный на мотивах татарских народных сказок Г. Тукая. В 1974 году композитором была представлена вторая редакция балета под названием «Заколдованный мальчик».
Многие годы З. Хабибуллин композиторскую деятельность сочетал с исполнительством. Активно участвовал в музыкально-общественной жизни республики и страны, выступал с авторскими концертами.

## Основные сочинения

### Музыкально-сценические
Балеты
- «Язгы җилләр» (Весенние ветры) совместно с Н. И. Пейко на либретто Ф. Гаскарова (1950)
- «Раушан» (1960), вторая редакция — «Заколдованный мальчик» на либретто Г. Салимова (1974)

### Музыка к спектаклям
- «Кушнарат» Насретдинова
- «Утро молодости» (по роману А. С. Абсалямова «Орлята»)
- «Близкий друг» Ишмуратова
- «Две мысли» Г. Кулахметова
- «Хаджи женится»

### Музыкально-хореографические композиции
- «Иделдә»
- «Дуслык»
- «Минем чэчэклэр»
- «Туй» и другие.

### Камерно-инструментальные
- Поэма для скрипки и фортепиано (1940)

Инструментальные пьесы
- «Татарский марш»

### Вокальные
Песни и романсы (более 200)
- «Сагыну» на слова М. Джалиля
- «Возвращайся с победой»
- «Команда вперед» на стихи А. Кутуя
- «Джигит-партизан» на слова Н. Арсланова
- «Бойцу»
- «Да здравствует мир»
- «Советский солдат»
- «Песня пахарей»
- «Извилистый ручеек»
- «Хатынь» на слова Н. Даули
- «Мамдуда» на слова С. Хакима и другие.

### Обработки народных песен
- «Арча»
- «Сарман»
- «Су буйлап»
- «Уракчы кыз» и другие, всего более 50[5].

## Звания и награды
- Заслуженный деятель искусств Татарской АССР (1950)
- Орден «Знак Почёта» (14 июня 1957)
- Народный артист Татарской АССР (1970)
- Заслуженный деятель искусств РСФСР (1981)
- Республиканская премия имени Габдуллы Тукая (1968)